# Lonchocarpus cultratus
Lonchocarpus cultratus là một loài thực vật có hoa trong họ Đậu. Loài này được (Vell.) A.M.G. Azevedo & H.C. Lima miêu tả khoa học đầu tiên năm 1995.